# Kalanchoe velutina
Kalanchoe velutina ist eine Pflanzenart der Gattung Kalanchoe in der Familie der Dickblattgewächse (Crassulaceae).

## Beschreibung

### Vegetative Merkmale
Kalanchoe velutina ist eine ausdauernde Pflanze, die Wuchshöhen von bis zu 100 Zentimeter erreicht. Sie ist vollständig mit dichten, kurzborstigen, bis zu 0,5 Millimeter langen, weißlichen oder rostfarbenen Haaren eingehüllt und nur selten kahl. Ihre aufrechten Triebe sind unten stielrund bis fast quadratisch und dunkelbraun, oben sind sie fast stielrund und rötlich braun bis rostfarben. Die dicken, fleischigen, aufrechten bis ausgebreiteten Laubblätter sind gestielt. Der Blattstiel ist 1 bis 3 Zentimeter lang. Die sehr variabel geformte Blattspreite ist linealisch, lanzettlich oder länglich. Ihre Spitze ist stumpf bis gerundet, die Basis verschmälert. Der Blattrand ist ganzrandig oder unregelmäßig gekerbt-gesägt.

### Generative Merkmale
Der Blütenstand besteht aus ebensträußigen Zymen. Er ist 8,5 bis 10 Zentimeter lang und 6 bis 15 Zentimeter breit. Die aufrechten, gelben, orangegelben bis rötliche braunen, dicht rauborstigen Blüten stehen an 4,5 bis 10 Millimeter langen Blütenstielen. Ihre fleischige Kelchröhre ist 1,7 bis 3 Millimeter lang. Die dreieckigen, spitz dornenspitzigen Kelchzipfel sind 1 bis 2,5 Millimeter lang und etwa 1,5 Millimeter breit. Die an der Basis geschwollen-gerundete Blütenkrone ist darüber vierkantig und verschmälert. Die Kronröhre ist 11 bis 20 Millimeter lang. Ihre eiförmigen bis verkehrt eiförmigen oder gerundeten, stumpf dornenspitzigen Kronzipfel weisen eine Länge von 3 bis 7,5 Millimeter auf und sind 1,8 bis 5,5 Millimeter breit. Die Staubblätter sind im oberen Teil der Kronröhre angeheftet. Die oberen von ihnen ragen aus der Blüte heraus. Die eiförmig-länglichen Staubbeutel sind 0,5 bis 0,7 Millimeter lang. Die linealisch-länglichen Nektarschüppchen weisen eine Länge von 1,7 bis 2 Millimeter auf und sind 0,5 bis 0,7 Millimeter breit. Das eiförmig-längliche, stark verschmälerte Fruchtblatt weist eine Länge von 6,5 bis 9 Millimeter auf. Der Griffel ist 2 bis 4 Millimeter lang.
Die verkehrt eiförmigen, sehr stumpfen Samen erreichen eine Länge von etwa 0,7 Millimeter.

## Systematik und Verbreitung
Kalanchoe velutina ist in Angola und Simbabwe verbreitet.
Die Erstbeschreibung durch James Britten wurde 1871 veröffentlicht. Es werden folgende Unterarten unterschieden:
- Kalanchoe velutina subsp. velutina
- Kalanchoe velutina subsp. chimanimanensis R.Fern.
- Kalanchoe velutina subsp. dangeardii (Raym.-Hamet) R.Fern.

## Nachweise